# Pierre de Foix (1449-1490)
Pierre de Foix ( Pau (Pirenéus Atlânticos), 7 de fevereiro de 1449 - Roma, 10 de agosto de 1490), dito "O Jovem", foi um cardeal do século XV.

## Primeiros anos
Nasceu em Pau em 7 de fevereiro de 1449. Filho de Gastão IV, conde de Foix e de Bigorre, e de Leonor I de Aragão, rainha de Navarra. Sobrinho-neto do cardeal Pierre de Foix , OFM, o mais velho (1414). Sobrinho do rei Luís XI da França. Ele foi chamado de Cardeal de Foix. Seu sobrenome também consta como De Fuxo.

## Educação
Estudou em Paris, para onde seu tio, o cardeal, o enviara; mais tarde, obteve o doutorado em direito em Ferrara, onde estudou com Felino Sandei, um dos mais famosos jurisconsultos da época.

## Vida pregressa
Foi a Roma e fez um discurso de eleição perante o Papa Paulo II e o Sagrado Colégio dos Cardeais. Ingressou na Ordem dos Frades Menores (Franciscanos). Protonotário Apostólico.

## Episcopado
Eleito bispo de Vannes em 17 de maio de 1475; confirmado pelo papa, 11 de março de 1476; ocupou a sé até sua morte. Consagrado (nenhuma informação encontrada). Nomeado bispo de Aire, 31 de julho de 1475; mais tarde, administrador até 5 de maio de 1484.

## Cardinalato
Criado cardeal diácono no consistório de 18 de dezembro de 1476; publicado na basílica patriarcal do Vaticano em 20 de dezembro de 1476; recebeu o barrete vermelho e a diaconia de S. Cosma e Damiano, em 15 de janeiro de 1477. Renunciou à comenda do mosteiro cluniacense de Saint-Pierre de Lézat, diocese de Rieux, em 24 de janeiro de 1477. Administrador da sé de Bayonne, maio 5, 1484 até sua morte. Não participou do conclave de 1484 , que elegeu o Papa Inocêncio VIII. Administrador da Sé Metropolitana de Palermo, 14 de maio de 1485 até 6 de julho de 1489. Optou pelo título de S. Sisto, agosto de 1485. Renunciou à comenda do mosteiro beneditino de Saint-Savin, diocese de Tarbes, 16 de setembro de 1485 ; permaneceu como abade comendador de Sainte-Mélaine de Rennes. Ele reconciliou o duque da Bretanha com o rei Carlos VIII da França, por volta de 1485. Entrou em Roma pela primeira vez em 27 de janeiro de 1488; recebido pelo papa em consistório público no dia seguinte. Partiu de Roma em julho de 1488. Foi a Nápoles visitar o rei, seu amigo; talvez ele tenha sido nomeado legado papal para restabelecer a paz. Retornou a Roma em 15 de outubro de 1488. Nomeado administrador da Sé de Malta, em 6 de julho de 1489 até sua morte. Transferido para a Sé Metropolitana de Palermo.
Morreu em Roma em 10 de agosto de 1490. Sepultado na igreja de S. Trifone, Roma, posteriormente demolida